# Stina Nordström
Stina Nordström, numera Sannastina Roxbåge, född 3 juni 1955 i Hjärtums församling, Älvsborgs län, är en svensk vissångerska.
Nordström, som är dotter till ingenjör Rune Nordström och Wasti Dermé, växte upp i Fredriksberg i Dalarna. Hon TV-debuterade 1965 som tioåring i Hylands hörna och fick samma år ge ut en EP med barnvisor (Odeon GEOS 235). På hennes debutalbum Skugga i din pupill (1978, Alternativ ALP-10), på vilket hon uppvisar likheter med Turid Lundqvist, medverkar bland andra brodern Richard Nordström (född 1952) på gitarr och flöjt. Senare utkom musikalbumen Blandade känslor (1980, Wisa WISLP 575) och Klia mej (1986, Wisa WISLP 652). Hon medverkade på Visfestivalen i Västervik 1988. Hon har varit verksam som sångpedagog och körledare sedan 1980-talet.